# بلبل (مراغة)
بلبل هي قرية في مقاطعة مراغة، إيران. عدد سكان هذه القرية هو 133 في سنة 2006.